# Sławęcice (województwo świętokrzyskie)
Sławęcice – wieś położona w województwie świętokrzyskim, w powiecie ostrowieckim, w gminie Waśniów.
W latach 1975–1998 Sławęcice należały administracyjnie do województwa kieleckiego.
Przed 2023 r. miejscowość była częścią wsi Boksyce w Polsce.
Źródła z 1578 roku podają zapis nazwy miejscowości w formie Szlawenczicze.
Według Słownika geograficznego Królestwa Polskiego Sławęcice były wsią w powiecie opatowskim, gminie Boksyce, parafii Momina, leżącą w odległości 16 wiorst od Opatowa.
W 1578 roku Jakub Szydłowski płacił z niej od 4 osadników, 1 łanu, 1 zagrodnika z rolą i 1 ubogiego.
Pod koniec XIX wieku Sławęcice liczyły 11 domów, 68 mieszkańców, 267 mórg ziemi dworskiej i 146 mórg ziemi włościańskiej.